# Diclidia propinqua
Diclidia propinqua är en skalbaggsart som beskrevs av Liljeblad 1918. Diclidia propinqua ingår i släktet Diclidia och familjen ristbaggar. Inga underarter finns listade i Catalogue of Life.